# Квінстаун
Квінстаун (англ. Queenstown) — місто-курорт і округ в новозеландському регіоні Отаго.

## Географія
Квінстаун розташований в південно-західній частині новозеландського острова Південний. Розташувався на березі бухти Квінстаун озера Вакатіпу, невеликого озера льодовикового походження. Місто оточене мальовничими горами. Найближчі міста та округи — Арроутаун, Ванака, Алегзандра і Кромвель. Найближчі великі міста — Інверкаргілл і Данідін.

## Історія

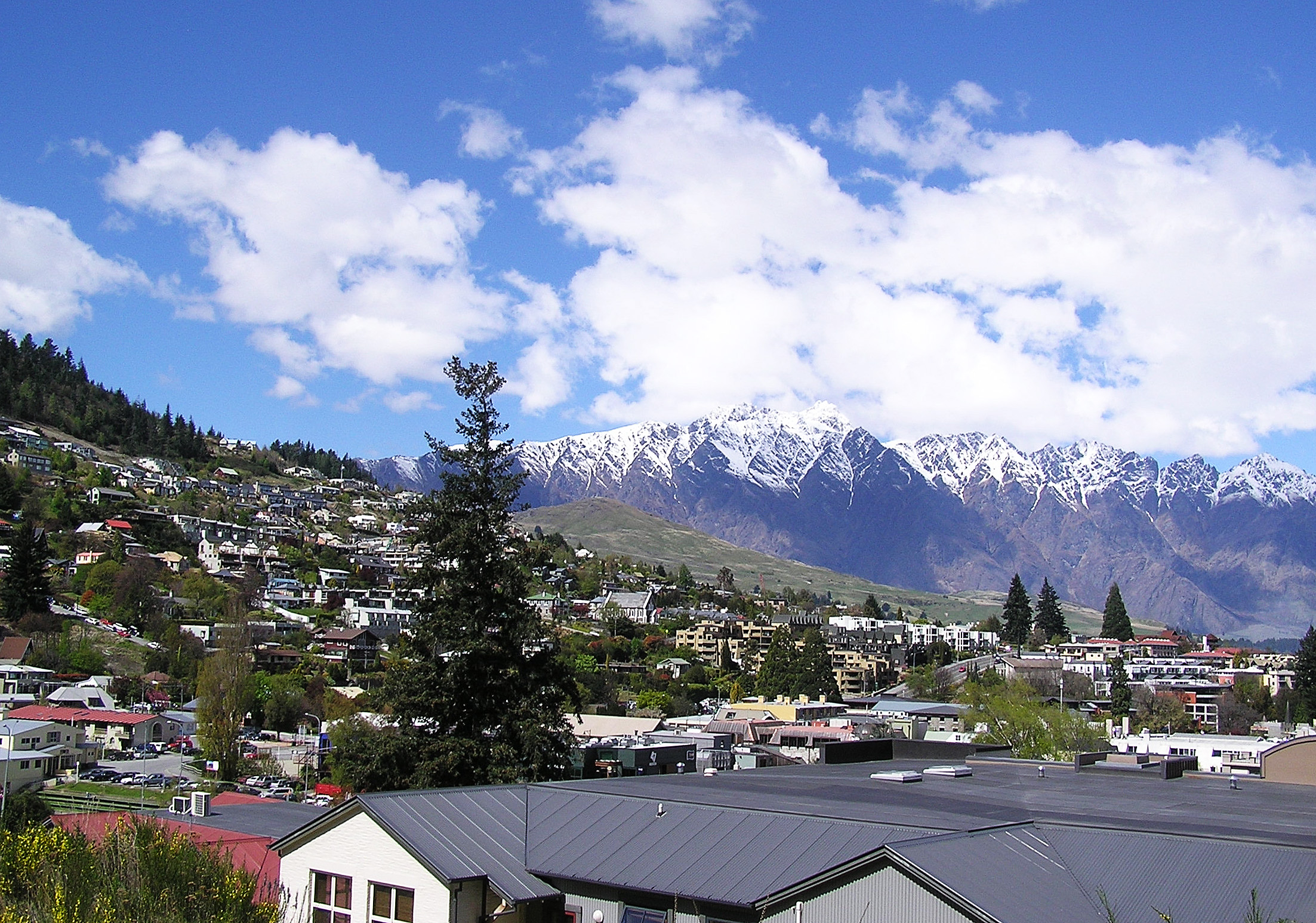
Вид на місто і прилеглі гори.

Згідно з археологічними розкопками, у районі сучасного становища Квінстауна знаходилося невелике поселення маорі. Проте до часу появи перших європейських колоністів маорі покинули цю місцевість. В 1856 біля озера Вакатіпу досягла група Джона Чаббіна, що займалася пошуками підходящого місця для вівчарських ферм, а в липні 1859 Дональд Хей і Дональд Кемерон провели дослідження місцевості Квінстауна. В 1860 сучасний район міста був викуплений У. Різом, щоб почати тут розведення овець. А в 1862 компаньйони Різа знайшли на березі прилеглої річки золото. Це відкриття викликало в районі Квінстауна справжню золоту лихоманку і швидке зростання чисельності населення округу. Вже до 1863 в місті було кілька вулиць з житловими будинками. В 1866 у Квінстаун отримав статус боро. Проте із закінченням лихоманки чисельність населення міста різко впала з декількох тисяч до 190 жителів в 1900 році.
На цей час[коли?] основною галуззю економіки міста є туризм. В окрузі також активно розвивається сільське господарство (насамперед, вівчарство). Також в невеликих обсягах ведеться видобуток шеєліту.